# جيمس بي لونغاكر
جيمس بي لونغاكر (بالإنجليزية: James B. Longacre) (و. 1794 – 1869 م) هو رسام، ونقاش، وميدالي ‏  أمريكي، ولد في مقاطعة ديلاوير، توفي في فيلادلفيا، عن عمر يناهز 75 عاماً.

## مناصب
تولى منصب كبير النقاشين في دار سك العملة الأمريكية 1844–1869
.